# Pär Aron Borg
Pär Aron Borg, född 4 juli 1776 i Avesta, död 22 april 1839 i Stockholm, var en svensk blind- och dövpedagog, och skapare av det svenska teckenalfabet.

## Biografi

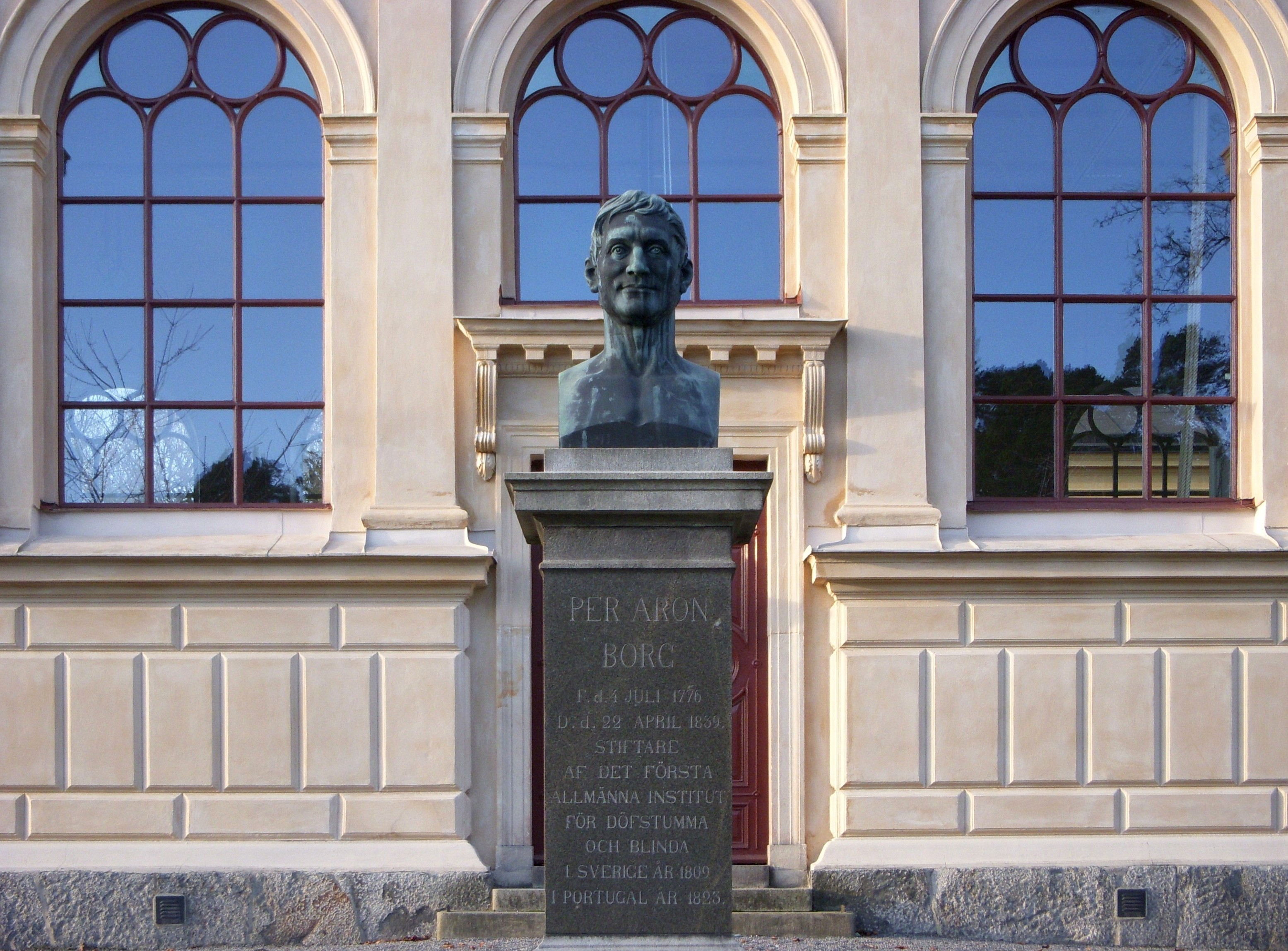
Byst vid Manillaskolan i Stockholm visande Pär Aron Borg.

Borg var son till professor Erik Gustav Borg, rektor och lektor i Västerås, och hans hustru Johanna Didron. Pär Aron Borg blev efter studier i Uppsala protokollsekreterare i de centrala ämbetsverken i Stockholm. Han engagerade sig för utsatta grupper i samhället och fick 1807 tillfälle att undervisa en blind flicka, Charlotte Seuerling. Efter att han sett Jean-Nicolas Bouillys skådespel l'Abbé de l'Épée väcktes hans intresse för dövundervisning. Han bad kungen om bidrag till en skola för stumma och döva, och kunde 1809 grunda "Allmänna institutet för Blinda och Döfstumma" på Regeringsgatan i Stockholm, från början med åtta elever. 
År 1812 överflyttades verksamheten till "Öfvre Manilla" (sedermera Manillaskolan på Södra Djurgården), vars första beskyddare var drottning Hedvig Elisabeth Charlotta. Eleverna fick där lära sig om jordbruk och få undervisning om naturen. Då Borg och drottningen kom i konflikt delade sig skolan i två, men återförenades 1818. Skolan hade döva lärare, eleverna lärde sig att skriva svenska och teckenspråk. Som undervisningsmetod användes alltid teckenspråk.
Åren 1823–1828 var Borg i Portugal, där han grundade en dövskola; det är skälet till att Portugal och Sverige har nästan samma handalfabet. Han var gift fyra gånger, blev tre gånger änkling och fick tre barn. Hans första hustru hette Kristina Ulrika Marschell (1775–1809), den andra Petronella Charlotta Sadelin (1780–1813), den tredje Maria Dufva (1791–1830), och den fjärde Kristina Magdalena Ekman (1796–1869).  Den 22 april 1839 dog Pär Aron Borg och efterträddes på Manilla av sin son, Ossian Edmund Borg. Båda är begravda på Norra begravningsplatsen utanför Stockholm.

## Citat
| ” | Per [sic] Aron Borg hör till de stora gestalterna i våra häfder, stor genom sin lifsgärning, stor genom sitt exempel. Sent skall hans minne blekna!/Svensk Läraretidning nr 29, 1901 | „ |